# 少年発明王
『少年発明王』（しょうねんはつめいおう）は、1961年2月20日から同年8月14日までフジテレビ系列局で放送されていた共同テレビ製作のテレビドラマである。全26話。日清食品の一社提供。放送時間は毎週月曜 18時15分 - 18時45分（日本標準時）。

## 概要
『少年探偵団』のテイストを持った冒険活劇。普通の子供たちが主人公である点やメカ要素などが人気であったとされる。
主人公「河田不二夫」の名は、放送局のフジテレビから取られている。

## あらすじ
世界的な科学者・河田秀樹博士の孫で少年発明王と呼ばれる天才少年・河田不二夫。不二夫は驚異的な発明品を次々と完成させ、愛機「フジ号」とこれら発明メカを駆使してさまざまな事件を解決していく。

## キャスト
- 河田不二夫：山田喜芳
- 汐見洋
- 大原譲二
- 月田昌也
- 白石奈緒美
- 三木さなえ
- 堀池敏雄
- ほか

## スタッフ
- 脚本：阿部桂一、加藤有芳、前川浩一
- 演出：勝俣真喜治
- 製作：フジテレビ、共同テレビ

## 主題歌
オープニングテーマ「少年発明王」
作詞：加藤省吾 / 作曲：渡辺浦人 / 歌：上高田少年合唱団

## コミカライズ
- 大野ゆたかによって「小学生画報」（後の「まんが王」。秋田書店）にコミカライズ版が連載された。